# Xénoglossie

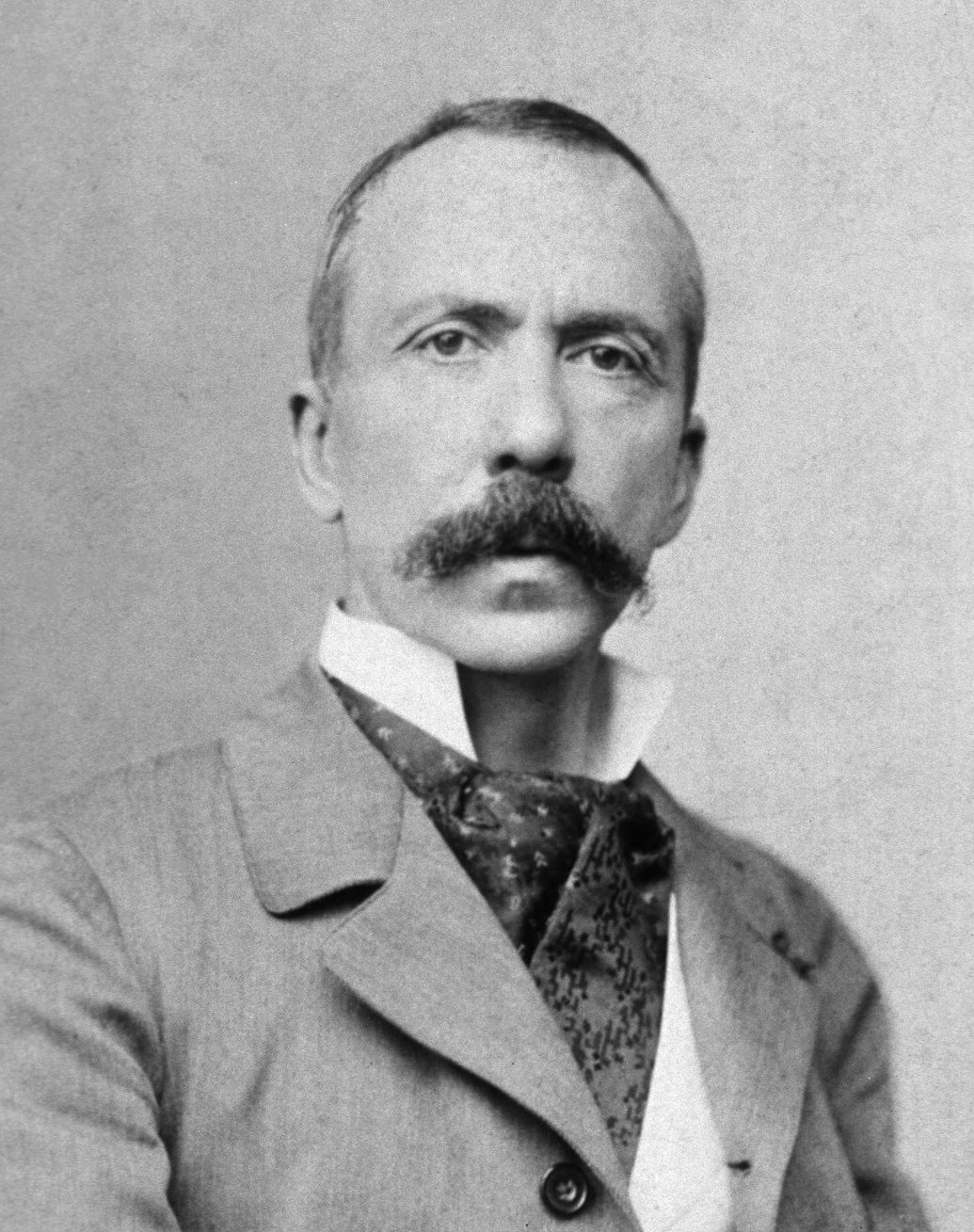
Portrait photographique de Charles Robert Richer, physiologue et prix Nobel de Médecine, inventeur du mot Xénoglossie.

La xénoglossie ou xénolalie (et xénographie) désignerait la faculté de parler, ou d'écrire, dans une langue étrangère sans l’avoir apprise. Du grec ancien ξένος, xénos « étranger » et γλῶσσα, glôssa « langue », mot inventé en 1905 par le prix Nobel de médecine et physiologiste français Charles Richet. On retrouve l'hypothétique xénoglossie réelle ou fictive dans les domaines suivants :

## Christianisme
Ce phénomène est mentionné dans Actes des Apôtres chapitre 2 à la Pentecôte, lorsque les premiers disciples de Jésus-Christ, se sont réunis au nombre de cent-vingt et des langues de feu se sont posées sur chacun d'eux, formalisant la venue de l'Esprit dans un épisode de communication inspirée qui permet aux disciples de s'exprimer dans d'autres langues que le galiléen et d'être compris par des étrangers,,.
Plusieurs récits de capacités miraculeuses de certaines personnes à lire, écrire, parler ou comprendre une langue étrangère telles que mentionnées dans la Bible ont été relatées dans des récits chrétiens similaires au Moyen Âge. Des affirmations semblables ont également été faites par certains théologiens du pentecôtisme en 1901.

## Spiritisme
La xénoglossie qualifie une médiumnité par laquelle les médiums parleraient ou écriraient en langues étrangères existantes ou ayant existé, mais ignorées d'eux-mêmes et parfois des assistants à la séance,. On recense deux catégories de xénoglossie :
1. Les cas obtenus par l'automatisme parlant et la médiumnité auditive.
2. Les cas obtenus par l'écriture automatique ou psychographie.

L'esprit désincarné agirait sur le médium, soit en lui « donnant » des phrases étrangères par transmission de pensée ou par clairaudience, soit il prendrait directement le contrôle moteur de la voix ou du bras du médium (pour ce qui est de l'écriture automatique/ mécanique) afin de s'exprimer dans une autre langue.
Le violoniste Florizel Von Reuter, pratiquait régulièrement la xénoglossie assisté par sa mère, la médium Grace Von Reuter, à l'aide d'un instrument appelé « additor ». Certains messages qu'ils recevaient avaient la particularité d'être dicté en sens inverse de la lecture normale (la première lettre obtenue était en réalité la dernière de la phrase, la deuxième lettre correspondait à l'avant dernière, etc.) et ces messages répondaient à des questions posées par des personnes invitées à la séance. Florizel a écrit plusieurs livres relatant tout ceci.

## Réincarnation
Le psychiatre Ian Stevenson a étudié quelques cas de xénoglossie, qu'il interprétait comme une possible preuve de la réincarnation. Mais ses travaux ont été critiqués par des linguistes car manquant de preuves suffisamment solides : les sujets étudiés (en état d'hypnose) n'ont qu'un faible vocabulaire (une centaine de mots) et ne font pas de phrases complexes en guise de réponse aux questions qu'on leur pose, se limitant à quelques mots,. Selon le chercheur en sciences religieuses J. Gordon Melton, les recherches de Stevenson sur la xénoglossie apportent des preuves substantielles en faveur de la réincarnation et selon lui personne jusqu'ici (en 2007) n'a produit une réfutation convaincante de son travail.
L'historien bouddhiste Dominique Lormier décrit un cas : « Un célèbre médecin de New York, le docteur Marshall Duffie, mort dans les années 1930, raconte comment ses deux fils jumeaux parlaient entre eux une langue étrangère inconnue. Les deux enfants furent emmenés au département de langues étrangères de l’université Columbia, mais aucun des professeurs s’y trouvant ne put identifier leur idiome. On fit venir par la suite un professeur de langues anciennes qui, à son grand étonnement, découvrit que les deux bambins parlaient l’araméen, langue courante à l’époque du Christ. »

## Critiques et oppositions
Des études scientifiques auraient été menées, mais leurs résultats ne feraient pas l'unanimité, les preuves apportées étant jugées par certains chercheurs insuffisamment solides, notamment le vocabulaire employé ne serait pas assez riche.
La xénoglossie est notamment critiquée par les linguistes car manquant de preuves suffisamment solides : les sujets étudiés, en état d'hypnose, n'ont qu'un faible vocabulaire, une centaine de mots tout au plus, et ne font pas de phrases complexes en guise de réponse aux questions qu'on leur pose, se limitant à quelques mots,.

## Dans la culture populaire
L'épisode 7, saison 7 de la série télévisée Médium s'intitule Xénoglossie : Allison DuBois se retrouve capable de comprendre la langue navajo.
Harry Potter a appris à parler fourchelangue à la suite de sa première rencontre avec Voldemort, et l'utilise avec les serpents (spontanément, sans s'en rendre compte).
Dans la BD Les Démons d'Alexia, l'héroïne est capable de comprendre spontanément le latin.
Dans le film québécois Mémoires affectives le personnage principal émerge du coma. Dans l’une des scènes il parle sous hypnose une langue étrangère qu’il n’a jamais apprise.
Dans le roman L'Exorciste ainsi que dans son adaptation cinématographique, la jeune Regan MacNeil, possédée par le démon Pazuzu, s'adresse dans plusieurs langues différentes au père Karras.